# Thomas Asbridge
Thomas Scott „Tom“ Asbridge (* 16. April 1969) ist ein englischer Professor für Mittelalterliche Geschichte mit dem Schwerpunkt Kreuzzüge.

## Leben
Asbridge studierte an der Cardiff University Alte Geschichte und Mittelalterliche Geschichte mit dem Abschluss BA. Seine Doktorarbeit an der Abteilung Royal Holloway, University of London befasste sich mit der Geschichte des Kreuzfahrerstaats Fürstentum Antiochia. Danach lehrte Asbridge  an der University of St. Andrews in Schottland und an der University of Reading.
Seit 1999 lehrt Asbridge an der Queen Mary University in London in den Bereichen Mittelalter, Kreuzzüge und Islam und der Westen.
Über sein Buch Die Kreuzzüge urteilte der Mediävist Michael Borgolte: „Er brilliert nirgends mit subtilen Textinterpretationen, löst aber mit chronologischen Analysen geduldig viele vermeintliche Kausalketten auf.“
Asbridge ist verheiratet und hat eine Tochter.

## Schriften
Bücher
- mit Susan B. Edgington: Walter the Chancellor’s „The Antiochene Wars“. A Translation and Commentary (= Crusade Texts in Translation. 4). Ashgate, Aldershot u. a. 1999, ISBN 1-84014-263-4.
- The Creation of the Principality of Antioch. 1098–1130. The Boydell Press, Woodbridge 2000, ISBN 0-85115-661-4.
- The First Crusade. A New History. Oxford University Press, Oxford u. a. 2004, ISBN 0-19-517823-8.
- The Crusades. The War for the Holy Land. Simon & Schuster, London u. a. 2010, ISBN 978-0-7432-6860-8.
  - Die Kreuzzüge. Aus dem Englischen von Susanne Held. Klett-Cotta, Stuttgart 2010, ISBN 978-3-608-94648-2.[3]
- The Greatest Knight. The Remarkable Life of William Marshal, the Power Behind Five English Thrones. Ecco, New York NY 2014, ISBN 978-0-06-226205-9.
  - Der größte aller Ritter und die Welt des Mittelalters. Aus dem Englischen von Susanne Held. Klett-Cotta, Stuttgart 2015, ISBN 978-3-608-94923-0.

Aufsätze
- The Principality of Antioch and the Jabal as-Summāq. In: Jonathan Phillips (Hrsg.): The First Crusade. Origins and Impact. Manchester University Press, Manchester u. a. 1997, ISBN 0-7190-4985-7, S. 142–152.
- The Significance and Causes of the Battle of the Field of Blood. In: Journal of Medieval History. Band 23, Nr. 4, 1997, S. 301–316, doi:10.1016/S0304-4181(97)00015-8.
- Alice of Antioch. A Case Study of Female Power in the Twelfth Century. In: Peter Edbury, Jonathan Phillips (Hrsg.): Defining the Crusader Kingdom (= The Experience of Crusading. Band 2). Cambridge University Press, Cambridge u. a. 2003, ISBN 0-521-78151-5, S. 29–47.